# Hanji (sockenhuvudort i Kina, Hubei Sheng, lat 30,67, long 113,60)
Hanji (kinesiska: 韩集, 韩集乡) är en sockenhuvudort i Kina. Den ligger i provinsen Hubei, i den centrala delen av landet, omkring 66 kilometer väster om provinshuvudstaden Wuhan. Antalet invånare är 35 046. Befolkningen består av 16 148 kvinnor och 18 898 män. Barn under 15 år utgör 14,0 %, vuxna 15-64 år 76 %, och äldre över 65 år 8,0 %.
Runt Hanji är det tätbefolkat, med 683 invånare per kvadratkilometer. Närmaste större samhälle är Hanchuan, 15,9 km öster om Hanji. Trakten runt Hanji består till största delen av jordbruksmark.
Genomsnittlig årsnederbörd är 1 441 millimeter. Den regnigaste månaden är juli, med i genomsnitt 203 mm nederbörd, och den torraste är december, med 19 mm nederbörd.